# جین زایتس
جین زایتس (آلمانی: Jane Seitz؛ ۱۷ اوت ۱۹۴۲ – ۴ ژانویهٔ ۱۹۸۸) تدوین‌گر اهل آلمان بود.
از فیلم‌ها یا مجموعه‌های تلویزیونی که وی در آن‌ها نقش داشته است، می‌توان به داستان بی‌پایان، نام گل سرخ، کریستیانه اف. – ما بچه‌های ایستگاه باغ‌وحش و بن‌بست اشاره نمود.